# 1933

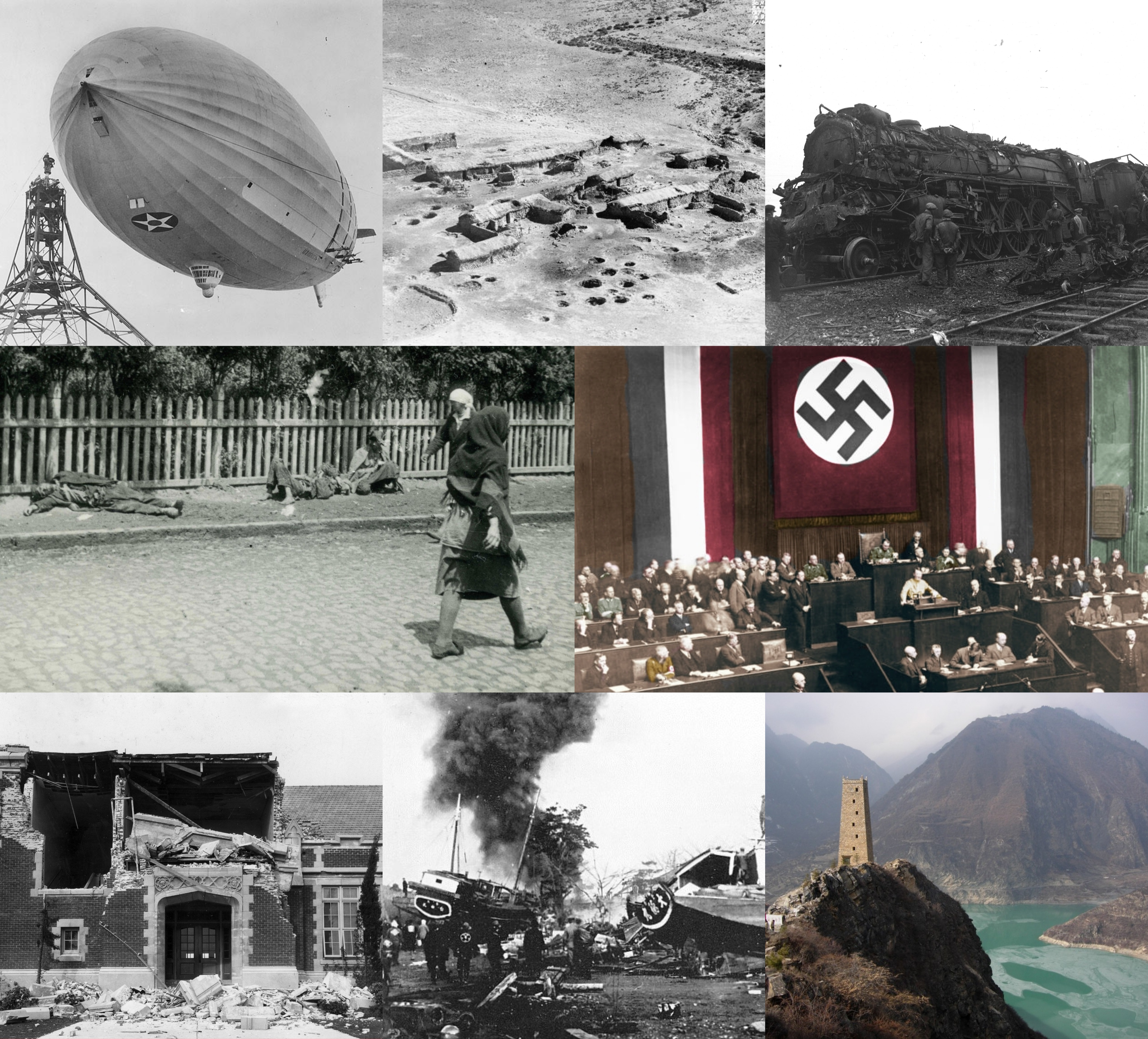

1933 (MCMXXXIII) là một năm thường bắt đầu vào Chủ nhật của lịch Gregory, năm thứ 1933 của Công nguyên hay của Anno Domini, the năm thứ 933  của thiên niên kỷ 2, năm thứ 33  của thế kỷ 20, và năm thứ  4   của thập niên 1930. 

## Sự kiện

### Tháng 1
- 3 tháng 1: Đế quốc Nhật xâm chiếm Sơn Hải Quan.
- 22 tháng 1: Tại Nam Xương, Tưởng Giới Thạch chỉ huy tiêu diệt Trung Cộng.
- 30 tháng 1: Adolf Hitler được bổ nhiệm làm Thủ tướng Đế chế Đại Đức.

### Tháng 3
- 1 tháng 3: Phổ Nghi làm hoàng đế Mãn Châu quốc với niên hiệu Đại Đồng
- 6 tháng 3: Xảy ra Gia Phong Khẩu huyết chiến
- 26 tháng 3: Tưởng Giới Thạch và Uông Tinh Vệ hiệp thương, quyết định toàn lực tiểu cộng.

### Tháng 5
- 6 tháng 5: Trung Hoa Dân Quốc và Nhật Bản đình chiến tại Đông Bắc Trung Quốc.

### Tháng 6
- 30 tháng 6: Đảng Cộng sản Trung Quốc quyết định lấy ngày 1 tháng 8 làm ngày thành lập hồng quân công nông

## Sinh

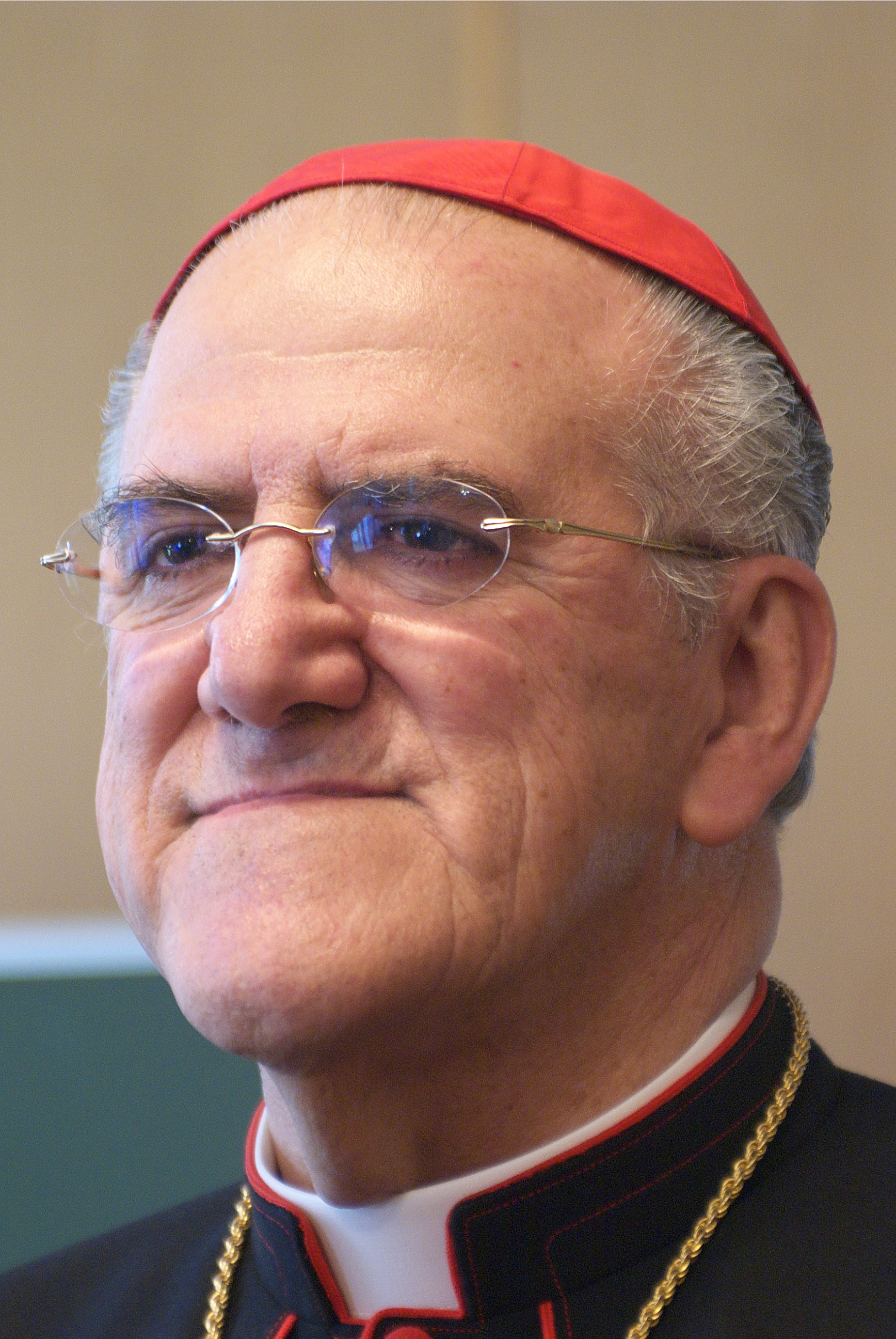
Javier Lozano Barragán

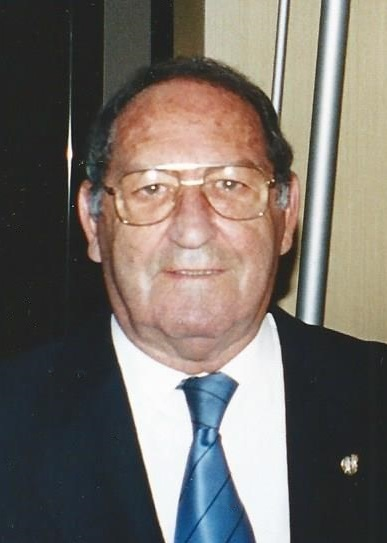
Francisco Gento

- 25 tháng 1: Corazon Aquino, Tổng thống thứ 11 của Philippines (m. 2009)
- 26 tháng 1: Javier Lozano Barragán, hồng y Công giáo La Mã Mexico (m. 2022)
- 13 tháng 2: Paul Biya, Tổng thống thứ 2 của Cameroon
- 17 tháng 2: Khun Sa, trùm ma tuý người Myanmar gốc Hoa (m. 2007)
- 5 tháng 3: Lê Minh Đảo, chính trị gia, tướng lĩnh Việt Nam Cộng hòa (m. 2020)
- 15 tháng 3: Ruth Bader Ginsburg, Thẩm phán Tối cao Pháp viện Hoa Kỳ (m. 2020)
- 22 tháng 3: Abolhassan Banisadr, tổng thống đầu tiên của Iran sau cuộc Cách mạng Iran năm 1979 (m. 2021)
- 10 tháng 9: Karl Lagerfeld, Nhà thiết kế thời trang người Đức (m. 2019)
- 21 tháng 9: Văn Quang, là bút hiệu của nhà văn Nguyễn Quang Tuyến (m. 2022)
- 22 tháng 10: Francisco Gento, cựu cầu thủ bóng đá người Tây Ban Nha (m. 2022)
- 4 tháng 11: Cao Côn, Nhà vật lý người Mỹ gốc Hoa, nhận giải thưởng Nobel Vật lý năm 2009 (m. 2018)
- 1 tháng 12: Fujiko F. Fujio, Hoạ sĩ vẽ truyện tranh người Nhật, tác giả bộ truyện Doraemon (m. 1996)
- 23 tháng 12: Akihito, Thiên hoàng thứ 125 của Nhật Bản, Thái thượng Thiên hoàng thứ 60 của Nhật Bản
- 25 tháng 12: Phan Văn Khải, Thủ tướng thứ 5 của Việt Nam (m. 2018)

## Mất
- 3 tháng 1 - Wilhelm Cuno, Thủ tướng thứ 7 của Cộng hòa Weimar (s. 1876)
- 5 tháng 1 - Calvin Coolidge, Tổng thống thứ 30 của Hoa Kỳ (s. 1872)
- 23 tháng 4 - Phan Văn Trường, là một luật sư, một nhà báo yêu nước Việt Nam (s. 1876)
- 3 tháng 7 - Hipólito Yrigoyen, Tổng thống thứ 18 của Argentina (s. 1852)
- 8 tháng 9 - Faisal I của Iraq, vua Vương quốc Ả Rập Syria (s. 1885)
- 8 tháng 12 - Yamamoto Gonnohyōe, Đô đốc Hải quân Nhật Bản, Thủ tướng thứ 8 của Nhật Bản (s. 1852)

## Giải Nobel
- Vật lý - Erwin Schrödinger, Paul Adrien Maurice Dirac
- Hóa học - không có giải
- Sinh học - Y học - Thomas Hunt Morgan
- Văn học - Ivan Alekseyevich Bunin
- Hòa bình - Sir Norman Angell (Ralph Lane)